# 의림지
의림지(義林池)는 충청북도 제천시 모산동 일대에 있는 삼한시대의 인공 저수지이다. 1976년 12월 21일 충청북도의 기념물 제11호로 지정되었다가, 2006년 12월 4일 대한민국의 명승 제20호로 제천의림지와 제림이 승격, 지정되었다.

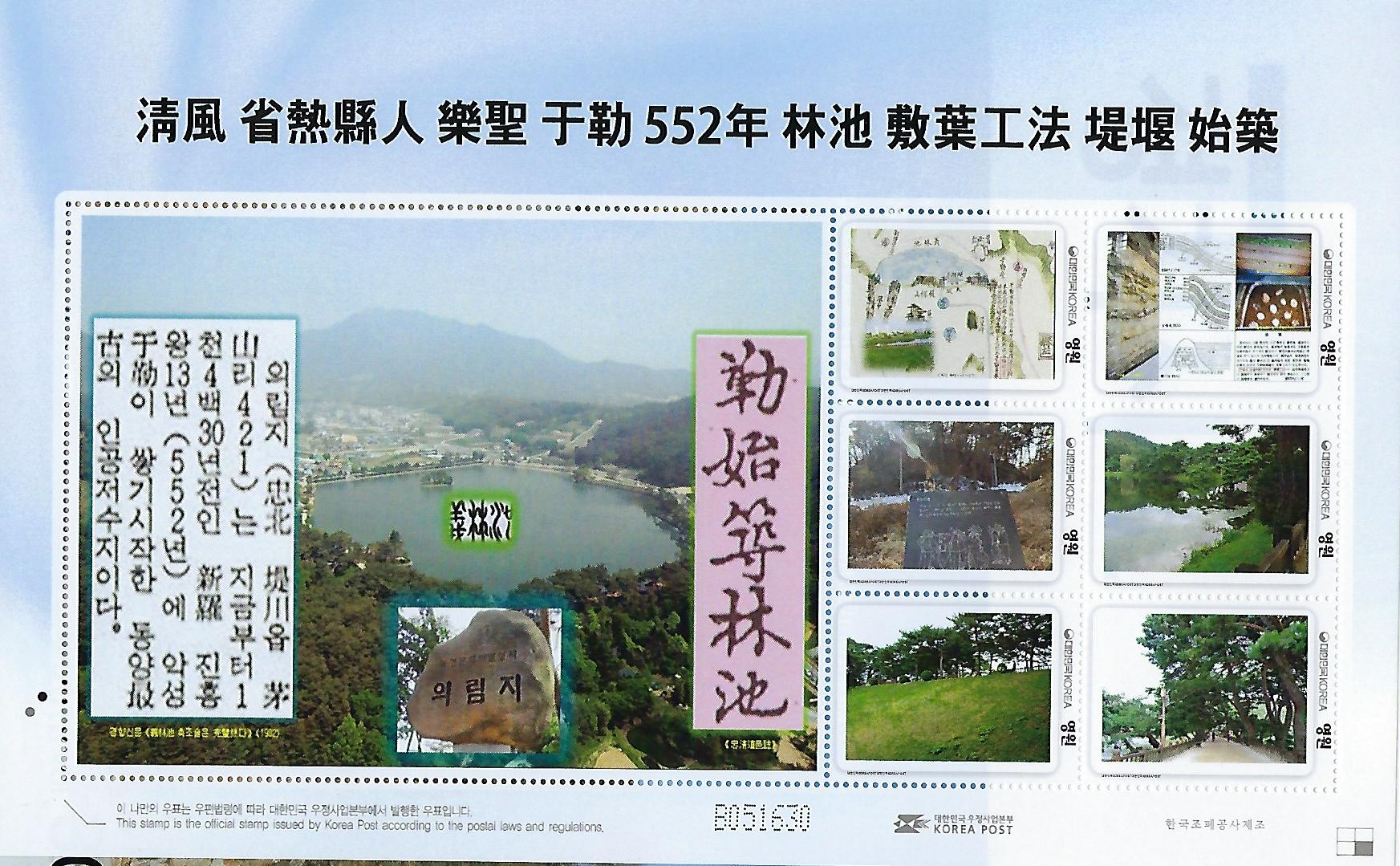
청풍 성열현인 악성 우륵 552년 임지 부엽공법 제언 시축 기념우표

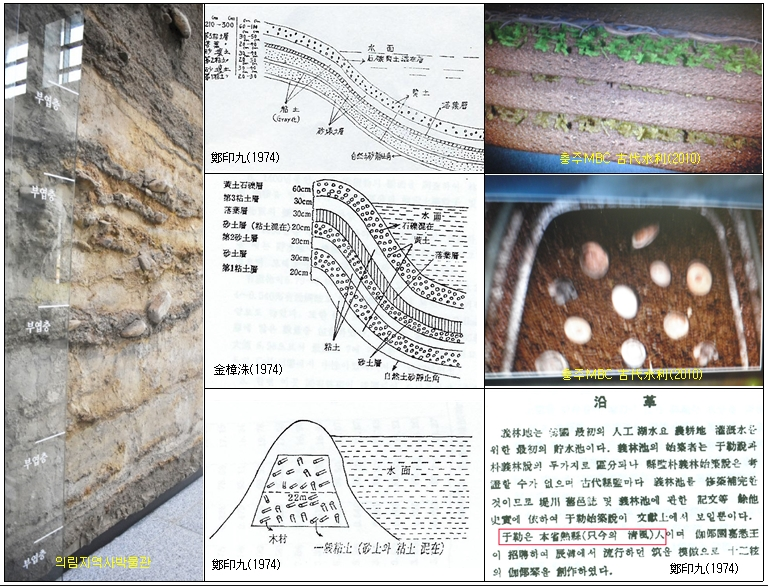
청풍 성열현인 악성 우륵 552년 부엽공법으로 의림지 대시축

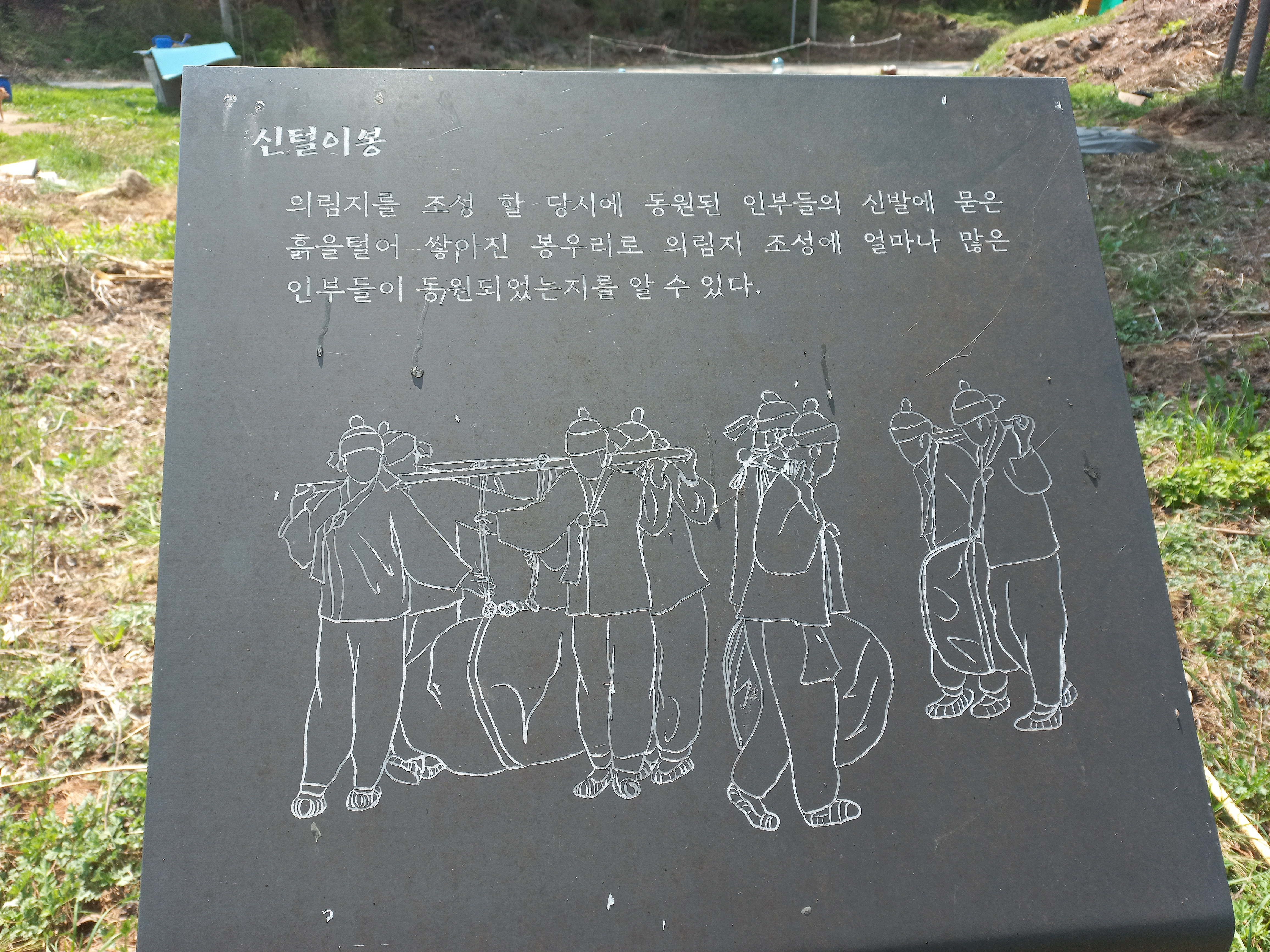
진섭산 안내판

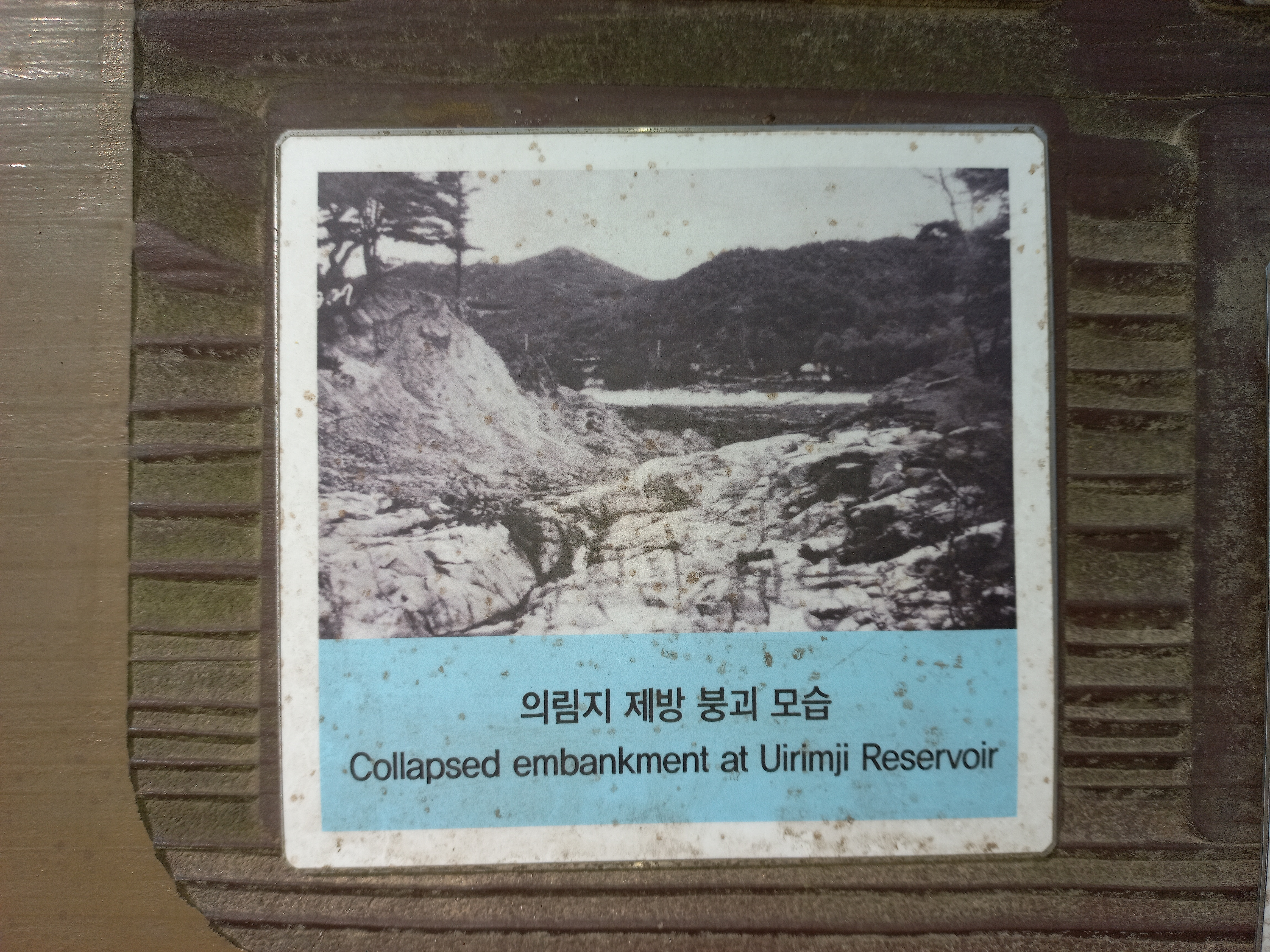
1972년 대홍수로 제장이 터지면서 제방이 붕괴된 부분

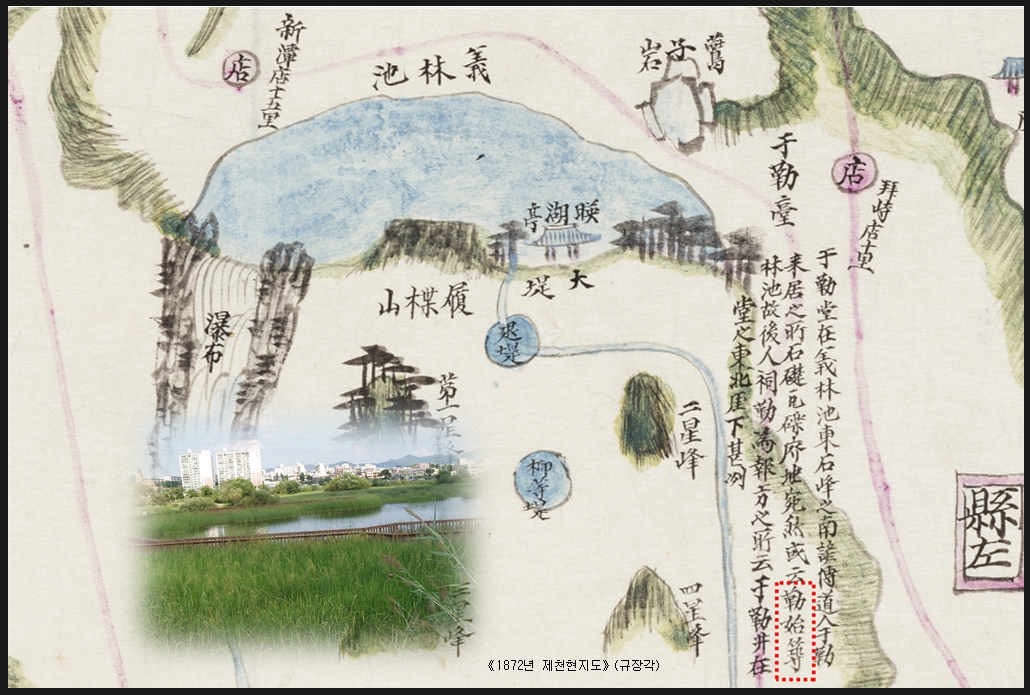
규장각에 소장한 1872년 제천현지도에 우륵이 시축한 것으로 주기

의림지 산곡형 제방

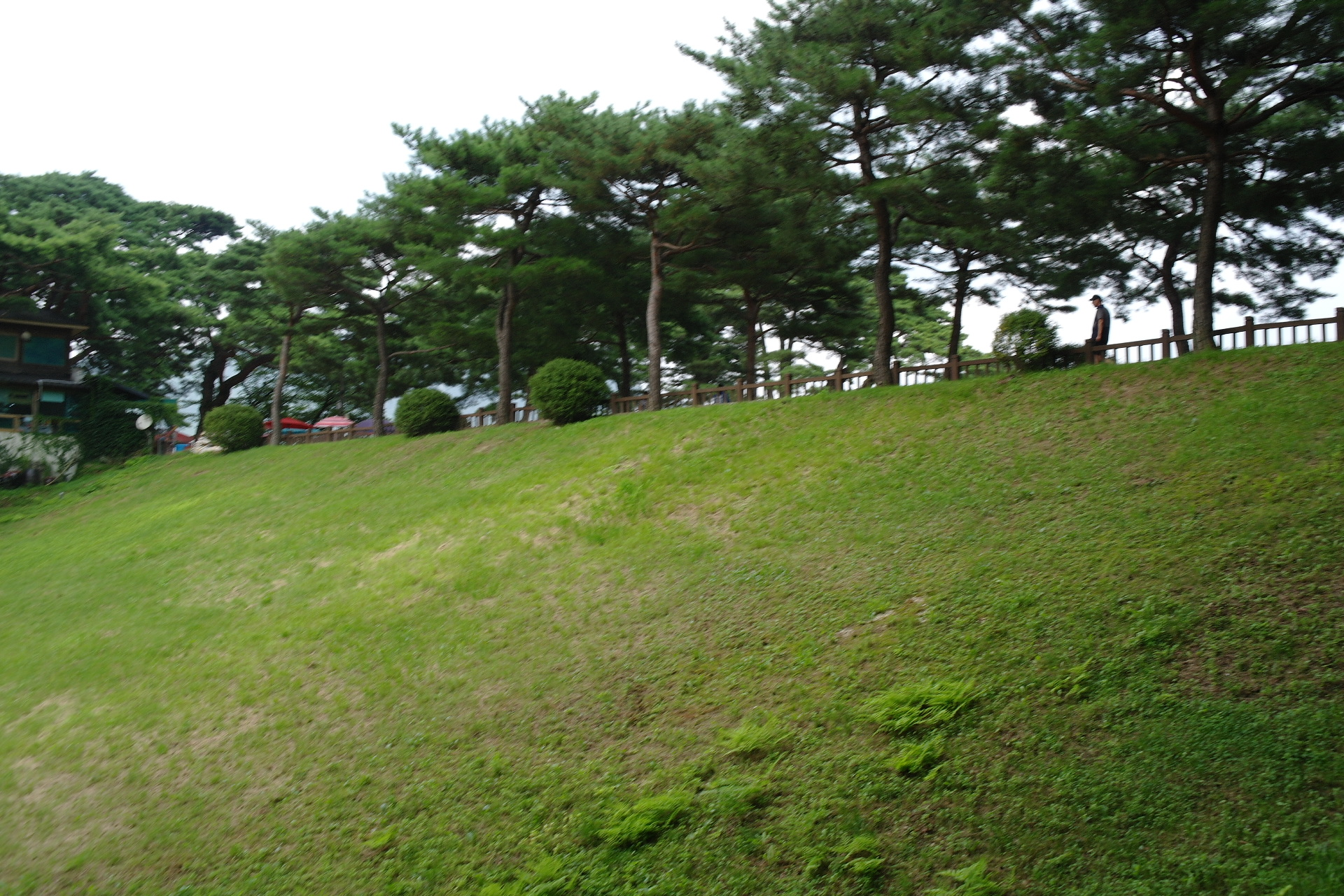
1972년 제방 파괴 부분은 하절기 푸른 잔디의 모습

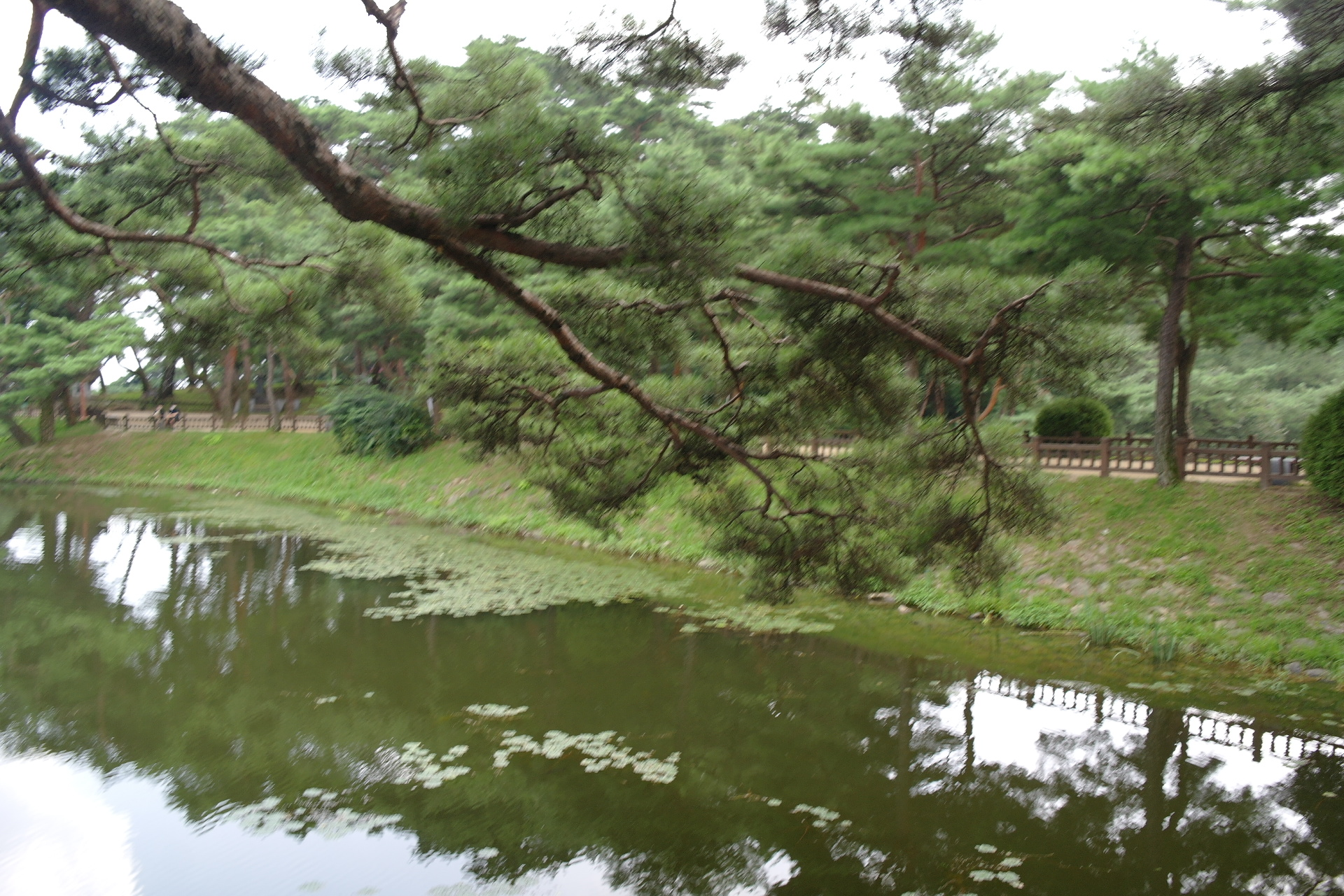
의림지 하절기 제방의 대수면

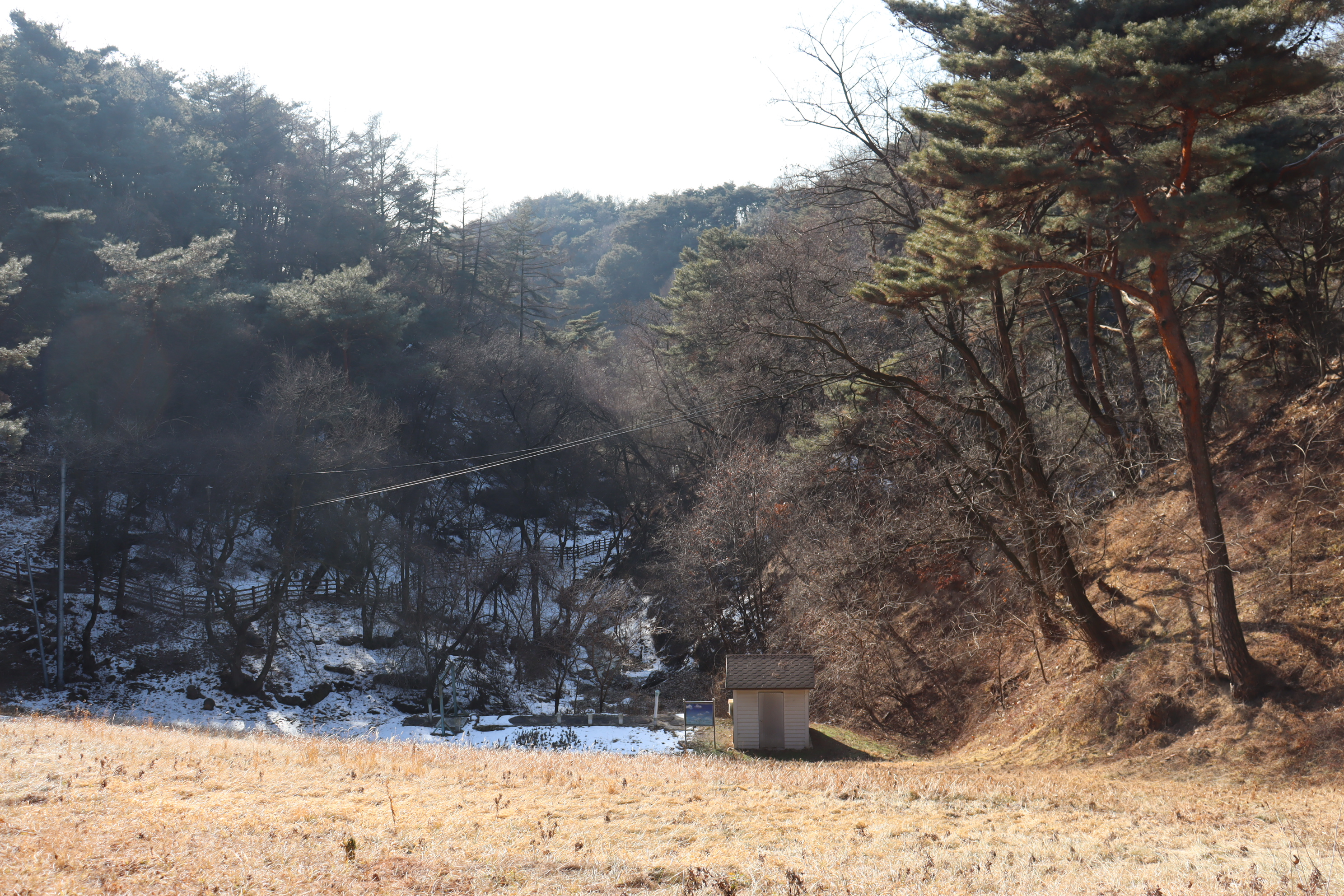
의림지 제방 외부 토사정지각 경사면

## 의림지 개요
둘레는 약 1.8km, 수면은 약 158,677m², 수심은 8~11미터이다. 호서 지방의 호(湖)가 이 의림지를 가리킨다. 김제의 벽골제·밀양의 수산제(守山堤)와 함께 삼한시대의 3대 수리시설로, 당시 농업 기술 발달의 정도를 보여준다.
밀양 수산제, 김제 벽골제와 함께 역사가 오랜 저수지로, 세곳의 저수지 중 현존하며 관개의 제기능을 수행하는 유일한 저수지이다. 삼국사기에 남아 있는 기록이 가장 오래된 것이다. 의림지는 우륵이 축조했다는 설과 현감 박의림이 축조했다는 설도 있으나, 삼한시대의 저수지로 보는 것이 정설이다. 조선 세종 때와 세조 3년에 정인지가 둑방을 고치고, 1910년부터 5년간 다시 보수를 하였다. 1972년에는 홍수로 서쪽 둑방이 무너졌으나 고쳐 지었다. 1972년 둑방 붕괴때의 조사에서 의림지 바닥에 큰 샘이 있는 것이 밝혀졌다.

## 명승 지정사유
1976년에는 충청북도 시도기념물로 지정되었으나, 비와 제방만 남고 형체가 없는 벽골제가 사적으로 지정되어 있으므로 의림지도 새로 지정해 줄 것을 문화재청에 요청하여 2006년에는 명승으로 지정되었다. 현재 한국농어촌공사에서 농업용수 공급을 위한 농업생산기반시설로 관리하고 있다.
의림지는 김제의 벽골제, 밀양의 수산제와 함께 한국 고대 수리시설의 하나로 삼국사기, 고려사, 세종실록 등에 기록되어 있는 유구한 역사를 지닌 수리시설로 역사적 가치가 높다.
의림지 제방 위의 소나무, 버드나무 숲인 제림(堤林)은 《제천현지도》와 《의림지도》 등 고지도에도 기록되어 있듯이 예로부터 의림지와 함께 어우러져 아름다운 경관을 이어 오고 있다.
의림지와 제림은 오랜 역사를 지닌 전통적인 경관지로 주변의 영호정, 경호루 등 아름다운 정자 및 누각과 연자암, 용바위, 홍류정지 등 전통적인 시설물들이 함께 어우러진 경관적·역사적 가치가 뛰어난 경승지이다.

## 같이 보기
- 벽골제 - 사적 제111호
- 수산제
- 민송학원

## 참고 자료
- 제천의림지와제림 - 국가유산청 국가유산포털